# Cratere Edison
Edison è un cratere lunare di 62,72 km situato nella parte nord-occidentale della faccia nascosta della Luna. Posto poco oltre il bordo visibile, diventa osservabile durante le librazioni favorevoli, pur senza distinguerne i dettagli.
Il cratere Edison è attaccato al bordo esterno sud-orientale del cratere Lomonosov, ad est del cratere Joliot. Il cratere minore Edison T è adiacente l'orlo occidentale di Edison e a quello orientale di Joliot. A sud è presente il cratere Dziewulski.
Il bordo esterno del cratere è eroso e presenta due piccoli crateri sul bordo meridionale. La parte più intatta del bordo si trova sulla parte orientale. Il letto interno è relativamente livellato, particolarmente nella metà meridionale, ed è presente un piccolo cratere vicino alla parete interna occidentale. Il letto presenta porzioni scure e strisce con albedo superficiale più alto. La tinta non è tuttavia scura come il letto interno del cratere Lomonosov.
Il cratere è dedicato all'inventore statunitense Thomas Edison.

## Crateri correlati
Alcuni crateri minori situati in prossimità di Edison sono convenzionalmente identificati, sulle mappe lunari, attraverso una lettera associata al nome.
| Edison | Coordinate            | Diametro (in km) |
| ------ | --------------------- | ---------------- |
| T      | 24°43′12″N 97°14′24″E | 48,82            |